# Тихоново (Вологодская область)
Тихоново — деревня в Кирилловском районе Вологодской области.
Входит в состав Горицкого сельского поселения, с точки зрения административно-территориального деления — в Горицкий сельсовет.
Расстояние по автодороге до районного центра Кириллова — 16 км, до центра муниципального образования Гориц — 8 км. Ближайшие населённые пункты — Бозино, Митино, Бахлычево.
По переписи 2002 года население — 7 человек.